# Momo (personatge)
Momo és el personatge principal de la novel·la del mateix nom de l'escriptor alemany Michael Ende.
És una nena d'edat indefinida compresa entre els 8-12 anys, ella mateixa diu: Pel que puc recordar, jo sempre he existit.

## Característiques

### Aspecte físic
És petita, força prima de cabells rullats i molt negres i fan l'afecte que el personatge mai se'ls ha pentinat o tallat. Té els ulls grans i tan negres com el cabell. Vesteix una gran jaqueta o americana d'adult vella i desgastada amb moltes butxaques, no té tallades les mànigues sinó que les té doblegades pels canells. Porta també una faldilla vella, plena de pedaços, que li arriba als turmells; no porta mai sabates a excepció a l'hivern, però les porta desgastades, desparellades o massa grans per ella. Té un aspecte d'una nena pobra i abandonada. En la portada de la novel·la surt d'espatlles amb el cabell tot esbullat i ben negre la gran americana amb pedaços que la tapa tota a excepció de la punta de la faldilla i els peus descalços, donant-li una aura pobra però misteriosa al mateix temps. En la majoria d'edicions es presenta a la protagonista d'esquena amb la ciutat de fons o de cara, en les edicions més noves hi ha la imatge dels homes grisos com soldats sense ànima.
En la pel·lícula de 1986 l'actriu que l'interpreta és Radost Bokel actriu alemanya de pare búlgar. Es va presentar al càsting amb nou anys, edat que podria tenir Momo. En la pel·lícula té els cabells castanys rinxolats, però vesteix com se la descriu el llibre. En la pel·lícula d'animació Momo, una aventura contra rellotge els ulls de Momo canvien de color, de negre a blau. Segurament per mostrar més innocència i puresa en la mirada de Momo, ja que els ulls negres sempre se'ls han associat amb l'opacitat. Els cabells són negres però no rinxolats.

### Família i procedència
És òrfena, estigué en un orfenat del qual fugí. La ciutat de la qual prové és desconeguda. No se sap qui són els seus pares ni si té família, fins i tot el nom, se'l va posar ella mateixa. És adoptada per les famílies pobres de la zona després de no veure clar que volgués tornar a l'orfenat ni viure amb una família concreta. Té dos grans amics, Beppo l'escombraire i Giggi el que narra els contes. Aquests dos últims l'ajudaran a fer fora els homes grisos fins que finalment cauen també en les seves mans.

### Personalitat i habilitats
És una nena força callada i misteriosa. És independent en certa manera perquè ha sobreviscut per si mateixa, a l'arribada a la nova ciutat és ajudada per la població humil que li “arregla” la seva cambra de l'amfiteatre fent-la habitable. És una nena que no sap comptar, ni llegir, ni escriure i tanmateix sap el que vol, el que necessita. És intel·ligent més enllà de l'educació reglada.
La principal habilitat de Momo és escoltar, però escoltar de veritat el cor de les persones i el seu propi. Ajuda a dos vells amics, Salvatore i Nino, a posar fi a una llarga disputa, i fins i tot  aconsegueix que un lloro que estava cansat de cantar, torni a cantar de nou. Ella coneix el valor de cada ànima individual, d'aquí que sigui capaç d'escoltar el cor dels homes grisos i descobrir la veritat dels seus actes.

## Per què Momo n'és l'heroïna?
La infància és un tema important en molts dels llibres de Michael Ende. A Momo s'utilitza per presentar el contrast amb la societat adulta. Com que els nens tenen "tot el temps al món" i ni senten que la seva vida és un fracàs són un objectiu difícil per als homes grisos. Els nens són hom que viuen el present, no els preocupa l'estalvi del temps ni si aquest ha estat ben utilitzat o no. Les víctimes dels homes grisos deixen de “perdre” el temps amb “gaudir del temps” gaudir de la vida, l'amistat, l'amor, la diversió... allò que ens fa humans. I són els nens, una nena en aquest cas qui ha de recordar als adults aquesta veritat. En el capítol sis es pot veure: La gent mai no es va adonar que, estalviant temps, estaven perdent una altra cosa. Ningú no volia admetre que la vida es tornava cada vegada més pobra, més escassa i més monòtona ... perquè el temps és la vida mateixa i la vida resideix en el cor humà, i com més persones han salvat, menys han tingut.
Més endavant del llibre, els nens de la ciutat, els adults i fins i tot els millors amics de Momo d'una manera o altra cauen a les mans dels homes grisos i només queda la nena per alliberar la ciutat. La nena és ajudada per la tortuga Cassiopea i el mestre Hora, l'enemic jurat dels homes grisos que no els pot parar però és qui controla i reparteix el temps als homes, per això no el suporten. Per tant, ha de ser la mateixa nena com heroïna qui ha de posar solució. Si no ho aconsegueix, els homes grisos enverinaran l'aire al voltant de la casa d'enlloc amb el seu fum i faran que tots emmalalteixin de "tedi mortal". La gent es tornaria cada vegada més avorrida fins que ja no serien capaços de sentir res més. S'oblidarien de tot, d'estimar qualsevol cosa o persona.
Momo aconsegueix que aquests desapareguin i la ciutat torna a ser com abans de la seva arribada.

### Un personatge femení
És el personatge principal de la història. Hi ha altres però són molt secundaris, nenes del veïnat o adults que han caigut en mans dels homes grisos. Les dones poden fer dos tipus de paper en l'obra: alliberador pels seus personatges o un paper esclavitzant al consumisme. Per exemple, en el primer cas és la mare del barber i la dona de Nino que fa tornar al seu marit com és ell en realitat; en el segon cas serien les tres secretaries de Giggi. I són secretàries i no secretaris, perquè aquesta feina la solien fer les dones. Els homes grisos només són homes, podria ser perquè representen un banc (un banc de temps en aquest cas) i en l'època d'Ende els bancs solien estar liderats majoritàriament per homes, uns homes “tipus” que vesteixen d'una manera i pensen també de manera concreta talment com els homes grisos. A més com que no necessiten reproduir-se de manera sexual (apareixen del no-res quan els homes volen estalviar temps) no seria necessària la figura d'una “dona grisa”.

## Enllaços i bibliografia
- http://ccbs.ntu.edu.tw/FULLTEXT/JR-MISC/101783.htm

1. ↑  Ende, Michael. Momo (en castellà). dissetena.  Madrid: Alfaguara S.A, Octubre de 1984, p. 255. ISBN 84-204-3211-3.